# 奥布达赫
奥布达赫是奥地利施蒂利亚州穆尔河谷县的一个市镇。总面积42.89平方公里，总人口2228人，人口密度51.9人/平方公里（2005年）。